# Thomas Marmaduke
Thomas Marmaduke va ser un explorador, caçadors de balenes i de foques anglès a començaments del segle xvii. Afirmà haver descobert les illes àrtiques de Spitsbergen i Jan Mayen, però no hi ha preves d'aquestes afirmacions.

## Biografia
Es desconeixen les dades sobre el seu naixement i mort. Se sap que comandà un dels dos vaixells de Hull enviats a l'Illa de l'Ós el 1609. Aquell mateix any, a bord del Heartsease, afirmà haver «descobert» Spitsbergen, a les illes Svalbard, tot i que l'illa ja havia estat descoberta per l'expedició del navegant neerlandès Willem Barents l'estiu de 1596. En aquesta reivindicació els comerciants de Hull basaren els seus drets per a la pesca de balenes a Spitsbergen en dècades posteriors.
El 1611 Marmaduke va ser enviat amb l'interloper Hopewell de Hull. Caçà morses. El juliol es reuní amb dues xalupes de la Mary Margaret, una nau enviada per la Companyia de Moscòvia per caçar balenes al fiord de Hornsund, a l'extrem meridional de la costa occidental de Spitsbergen. El seu vaixell havia estat aixafat pel gel a Comfortless Cove (Engelskbukta), al nord del Hornsund. Marmaduke els va dur al nord de la badia per tal que salvessin els seus bens. Més tard, Jonas Poole, el capità i pilot de l'Elizabeth, navegà per la badia i va intentar traslladar la càrrega per tal d'encabir-hi les mercaderies de la Mary Margaret, però en fer-ho el vaixell va sotsobrar, obligant a la tripulació del Mary Margaret i l'Elizabeth a tornar cap a casa a bord del Hopewell. Aquest mateix any, o el següent, M{e avalin aquest suposat descobriment.
El 1612 Marmaduke navegà novament com a capità del Hopewell, però en aquesta ocasió per caçar balenes. Poole va dir que havia arribat als 82°N, però sembla poc probable. Els seus homes havien arribat a Gråhuken (Grey Hook), a l'entrada occidental de Wijdefjorden, on, a començaments d'agost de 1614 Robert Fotherby i William Baffin trobaren una creu gravada amb el nom de Laurence Prestwood, i dues o tres més datades el 17 d'agost de 1612. El 1613 Marmaduke navegà per la Companyia de Moscòvia a bord del Matthew, com a vicealmirall de la flota balenera anglesa. Defensa que va descobrir l'illa de Hopen aquell mateix any, que anomenà en record del seu antic vaixell, el Hopewell. Aquest suposat descobriment es mostra al Mapa de la Companyia de Moscòvia (1625), en què la data 1613 apareix al costat de l'illa.
Marmaduke navegà novament per a la Companyia de Moscòvia com a capità del Heartsease el 1614, explorant la costa de Spitsbergen des del nord-est fins al nord-oest, fins com a mínim Gråhuken, on Robert Fotherby i William Baffin es trobaren amb alguns membres de la seva tripulació en una xalupa. Uns baleners flamencs digueren que se l'havien trobat a l'illa de l'Ós el 1617, el mateix any en què es diu que havia estat prop de Hopen. ÉS anomenat per darrera vegada el 1619, quan fou vist al Hornsund.